# Johann Albrecht Friedrich von Eichhorn
Johan Albrecht Friedrich von Eichhorn (2. marts 1779 – 16. januar 1856) var en preussisk statsmand, fætter til Carl Friedrich Eichhorn.
Eichhorn studerede retsvidenskab i Göttingen og blev 1810 dommer i kammerretten i Berlin, 1811 tillige syndikus ved det nye universitet sammesteds. Allerede tidlig hørte han til de mænd, der ønskede at frigøre landet for det franske åg, og støttede 1809 Schills forsøg på at rejse folket. I 1813 medvirkede han til landstormens ordning og senere ved forvaltningen af de fra franskmændene genvundne tyske lande under Steins ledelse, samt fulgte med ham til Frankrig.
Efter krigen 1815 sendtes han på ny til Paris, hvor han tog virksom del i den finansielle opgørelse med Frankrig, saavel som i at skaffe de bortførte videnskabelige og kunstneriske skatte tilbage til Tyskland. Han blev derefter som gehejmelegationsråd ansat i udenrigsministeriet og 1831 direktør i dette, særlig for de tyske anliggender (1817 tillige medlem af statsrådet).
Eichhorn affattede i disse stillinger en mængde overenskomster om grænsereguleringer, told- og skibsfartsforhold og havde væsentlig del i toldforeningens grundlæggelse og udvikling (1828-36). Som medlem af den første forfatningskommission (1817) tog han ordet for besluttende rigsstænder og udstrakt kommunalselvstændighed og regnedes derfor blandt de frisindede statsmænd.
Men da han august 1840 var blevet minister for kirke- og skolevæsenet, slog stemningen om, fordi han ved embedsbesættelser begunstigede den ortodokse retning frem for den hidtil overvejende rationalisme og desuden gav den romerskkatolske kirke større selvstændighed. De tvangsmidler, han brugte over for den fritænkerske retning, førte til dannelsen af frie menigheder. Marts 1848 fjernedes han fra statsstyrelsen, men fik endnu 1850 sæde i statshuset i unionsparlamentet i Erfurt.